# Alternativkostnad
Alternativkostnad, en fiktiv kostnad som används vid bedömningen av alternativa resursanvändningar. Kostnaden är den förlorade intäkten från det alternativ som man inte valt att nyttja.
Ett standardexempel är när en person har en stor mängd pengar och två alternativ: Spara dem till en fast månadsränta eller betala av sina lån. Väljer man att spara till en fast månadsränta blir månadskostnaden på lånet den alternativa kostnaden. Väljer man att å andra sidan betala av sina lån blir den förlorade ränteintäkten den alternativa kostnaden.
En annan definition är: Alternativkostnaden för att använda en resurs för ett visst ändamål är den nytta (det värde) som resursen skulle kunna ge i den bästa alternativa användningen. 